# 福田正義
福田 正義（ふくだ まさよし、1911年（明治44年）1月1日 - 2001年（平成13年）12月23日）は、日本の政治活動家。日本共産党（左派）中央委員会議長、長周新聞社主幹。

## 生涯
山口県下関市出身。1928年（昭和3年）3月、下関商業実践学校を卒業。 1939年（昭和14年）頃から満鉄社員会で左翼活動。1943年（昭和18年）、日本の植民地政策を賛美した本『後藤新平』を上梓。同書を上梓した過去を隠し通したことから、のちに日本共産党から筆誅を加えられた。1945年（昭和20年）、日本人民主連盟在華共産主義者同盟に参加。 1947年（昭和22年）1月、帰国し、全駐留軍労働組合で活動。
1947年、日本共産党に入党し、党山口県西部地区委員長。 1948年（昭和23年）、党山口県委員。
1949年（昭和24年）、党山口県常任委員、党中国地方常任委員。被爆まもない占領下の広島で原水爆禁止運動を開始。当時共産党中央はアメリカ占領軍を解放軍と規定していたためこの運動を非難した。 
1950年（昭和25年）8月、戦後初の原水爆禁止の集会を決行（当時非合法であったこの集会の模様は詩人・峠三吉の詩『1950年8月6日』に記されている）。翌年からは合法的に原水爆禁止広島集会が開催され、数年後には世界大会が開催されるようになる。
1950年、いわゆる「50年問題」の際、日本共産党臨時指導部より除名される。1951年、『平和と独立』編集部に在籍。 1952年（昭和27年）、『アカハタ』中国総局長に就任。
1952年、福田の指導により劇団はぐるま座結成。1955年（昭和30年）、『長周新聞』を創刊。 この間、毛沢東思想に傾倒する。1966年（昭和41年）9月、日本共産党から分裂し、日本共産党山口県委員会（左派）を結成。 1969年（昭和44年）11月、同じく親中国派である寺尾五郎らとともに日本共産党（左派）を結成し、中央委員会議長に就任。
1970年代に中国とアメリカの関係が改善し始めると、中国を批判するエンヴェル・ホッジャに傾倒。その影響で、共産党左派もアルバニア派となった。ホッジャ死去後は再び毛沢東思想に戻った。
2001年（平成13年）12月、心不全により死去。90歳。福田の営為は長男である福田槐治が継承した。福田槐治は、北京空港事件の下手人とされている。

## 著書
- 『後藤新平』満州日日新聞東京支社出版部、1943年

以下、長周新聞社発行。
- 展望前後 - 福田の「戦前の斗い」をまとめたもの
- 猿とインテリ - 『門司新報』でのコラム集
- 幾千万大衆と共に - 長周新聞論
- 原水禁・平和運動論
- 文化・芸術論
- 教育論
- 安保斗争論
- 労働運動論
- 国際連帯論
- 教育・文化論
- 原水禁・基地斗争論
- 市政市民論
- 新年号社説集
- 戦争について